# Serixia anterufa
Serixia anterufa är en skalbaggsart som beskrevs av Stefan von Breuning 1961. Serixia anterufa ingår i släktet Serixia och familjen långhorningar. Inga underarter finns listade i Catalogue of Life.